# Zadvirea, Busk
Zadvirea (în ucraineană Задвір'я) este localitatea de reședință a comunei Zadvirea din raionul Busk, regiunea Liov, Ucraina.

## Demografie
Componența lingvistică a localității Zadvirea
     Ucraineană (99,03%)
     Alte limbi (0,86%)
Conform recensământului din 2001, majoritatea populației localității Zadvirea era vorbitoare de ucraineană (99,03%), existând în minoritate și vorbitori de alte limbi.